# Gradsteinia
Gradsteinia là một chi rêu thuộc họ Amblystegiaceae.

## Các loài
Chi này có các loài sau (tuy nhiên danh sách này có thể chưa đủ):
- Gradsteinia torrenticola, Ochyra, C.Schmidt & Bültmann